# Bulbostylis pauciflora
Bulbostylis pauciflora là một loài thực vật có hoa trong họ Cói. Loài này được (Liebm.) C.B.Clarke mô tả khoa học đầu tiên năm 1908.